# Богой Симеонов
Богой (Благой) Симеонов Лазаровски е български революционер, прилепски войвода на Вътрешната македоно-одринска революционна организация.

## Биография
Богой Симеонов е роден през 1883 или 1885 година в битолското село Мало Църско, тогава в Османската империя. Завършва първи прогимназиален клас в София и работи като фурнаджия. През 1903 година става четник при Ванчо Сърбака и участва в Илинденско-Преображенското въстание. От 1904 година до ноември 1905 година е мариовски войвода. Тогава е заловен от турски аскер в село Бонче. Осъден е на смърт, а после помилван и заточен в Мурзук, днес в Либия. Освободен е след Младотурската революция от юли 1908 година